# Issanlas
Issanlas je francouzská obec v departementu Ardèche v regionu Auvergne-Rhône-Alpes. V roce 2010 zde žilo 117 obyvatel.